# Радзивилл, Николай Рыжий

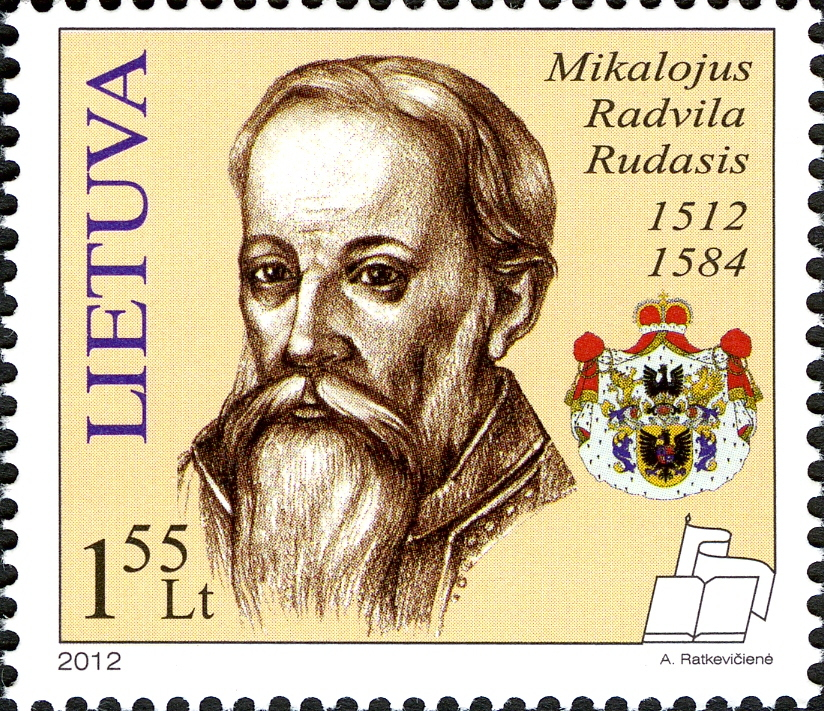
Почтовая марка Литвы (2012)

Никола́й Юрьевич Радзиви́лл по прозвищу Рыжий (1512, Несвиж — 27 апреля 1584, Вильна) — государственный и военный деятель Великого княжества Литовского, подчаший литовский в 1544—1551, ловчий литовский в 1546—1554, воевода трокский в 1550—1566 и виленский в 1566—1579, гетман великий литовский в 1553—1566 и с 1577, канцлер великий литовский в 1566—1579. С 1547 года князь Священной Римской империи «на Биржах и Дубинках»).

## Биография
Сын великого гетмана литовского Юрия Радзивилла Геркулеса и брат королевы польской Барбары Радзивилл. Двоюродный брат великого канцлера литовского Николая Радзивилла Чёрного. Для того, чтобы не путать тёзок, двоюродные братья и получили прозвища Рыжий и Чёрный.
В 1547 году получил от императора Карла V титул князя. Получил образование за границей.
Одним из первых среди влиятельных магнатов приняв кальвинизм, оказал значительное влияние на распространение и пропаганду реформационных идей. Приглашал заграничных учёных-протестантов, основал высшую школу для кальвинистской молодёжи.
В 1569 году был противником Люблинской унии и сторонником сохранения самостоятельности Великого княжества Литовского. После смерти Сигизмунда II Августа был фактическим главой Великого княжества Литовского.
Был известным полководцем. С 1561 года участвовал в Ливонской войне. Возглавил поход к Тарвасту, удерживаемому русским гарнизоном, и взял его, однако после поражения от русских воевод под Перновом был вынужден уйти из Ливонии. Руководил литовскими войсками в победной для ВКЛ битве при Чашниках (1564).
Во время кампании короля Стефана Батория взял Венден и Великие Луки. Участвовал в неудачной осаде Пскова.
Его подвигам посвящена латиноязычная поэма «Радзивиллиада» Яна Радвана.

## Семья
В 1541 году Николай Радзивилл Рыжий женился на Екатерине Томицкой (ум. 1551), дочери подкомория калишского Яна Томицкого. Дети: Николай Радзивилл (1546—1589), воевода новогрудский; Криштоф Николай Радзивилл Перун (1547—1603), великий гетман литовский, Барбара Радзивилл, умерла в детстве.